# Kateřina Brunšvicko-Lüneburská
Kateřina Brunšvicko-Lüneburská (1395 – 28. prosince 1442, Grimma) byla brunšvicko-lüneburskou princeznou z rodu Welfů a sňatkem saskou kurfiřtkou.

## Život
Kateřina se narodila jako jediná dcera a druhé dítě vévody Jindřicha Brunšvicko-Lüneburského z jeho prvního manželství s Žofií, dcerou Vartislava VI. Pomořanského.
Jako sedmiletá byla 7. února 1402 provdána za o pětadvacet let staršího míšeňského markraběte Fridricha IV. "Bojovného", který se stal v roce 1423 prvním saským kurfiřtem jako Fridrich I. Kurfiřt ztratil velkou část své armády za husitských válek, a to v bitvě u Mostu. Během jeho nepřítomnosti organizovala Kateřina další armádu o 20 000 mužích, kteří spěchali Fridrichovi na pomoc, byli však poraženi v bitvě u Ústí nad Labem v roce 1426.
Kateřina trávila čas se svým manželem, častěji však sama na hradě Mildenstein v Leisnigu, který se tak stal soukromým sídlem saských kurfiřtů.
Fridrich zemřel v roce 1428 a Kateřina jej přežila o třináct let. Zemřela na konci roku 1441 a byla pohřbena v knížecí kapli v míšeňské katedrále.

## Potomci
S manželem měla Kateřina sedm dětí, z nichž se pět dožilo dospělosti:
- Kateřina Saská, zemřela mladá
- Fridrich II. Saský (22. srpna 1412 – 7. září 1464), saský kurfiřt, durynský lankrabě, ⚭ 1431 Markéta Habsburská (1416–1486)
- Zikmund Saský (3. března 1416 – 24. prosince 1471), biskup ve Würzburgu
- Anna Saská (5. června 1420 – 17. září 1462), ⚭ 1436 Ludvík I. Hesenský (6. února 1402 – 17. ledna 1458), lankrabě hesenský
- Kateřina Saská (1421 – 23. srpna 1476), ⚭ 1441 Fridrich II. Braniborský (19. listopadu 1413 – 10. února 1471), braniborský kurfiřt
- Jindřich Saský (21. května 1422 – 22. července 1435)
- Vilém III. Durynský (30. dubna 1425 – 17. září 1482), saský vévoda, míšeňský markrabě, durynský lankrabě, ⚭ 1446 Anna Habsburská (12. dubna 1432 – 14. listopadu 1462)